# Whilamut Passage Bridge
Die Whilamut Passage Bridge, auch einfach Willamette River Bridge genannt, führt die Interstate 5 zwischen Eugene und Springfield, Oregon, USA über den Willamette River, der an dieser Stelle eine flache Stromschnelle hat. Sie besteht aus zwei baugleichen Bauwerken, die 2011 und 2013 dem Verkehr übergeben wurden. Die beiden Brücken wurden als dreispurige Autobahnbrücken konzipiert, haben gegenwärtig (2021) aber nur zwei Fahrspuren und außergewöhnlich breite Pannenstreifen.
Sie ist der Ersatz für eine 1961 eröffnete Spannbeton-Hohlkastenbrücke, die 2004 geschlossen werden musste, und die größte Brücke, die in einem 2003 beschlossenen Programm des Bundesstaates zur Ersetzung von Brücken aus den 1950er und 1960er Jahren enthalten waren. Der Bau der neuen Brücken begann 2009.
Der Name Whilamut bezeichnete die Stromschnelle in Chinook Wawa, der von dem Stamm der Kalapuya und anderen Bewohnern des Willamette Valley gesprochenen Verkehrssprache.
Die beiden Brücken überqueren am Nordufer den North Bank Path im Alton Baker Park und der Whilamut Natural Area, den Willamette River, den South Bank Path, den vierspurigen Franklin Boulevard und zwei Eisenbahngleise.
Sie stehen im Abstand von rund 5 m voneinander und sind jeweils 20,4 m (67 ft) breit. Einschließlich der Vorlandbrücken sind sie 536,1 m bzw. 604,9 m lang. Sie überqueren den Fluss mit jeweils zwei Stahlbeton-Bögen mit Stützweiten von 118,9 m und 126,8 m. Da für jeden Bauteil eine besondere Betonrezeptur verwendet wurde, sind auch die Bogenrippen außergewöhnlich schlank. Sie haben auch nicht die üblichen Querträger, sondern sind nur durch die obenliegende Fahrbahnplatte und ihre zahlreichen Unterzüge miteinander verbunden. Die Vorlandbrücken bestehen aus mehrzelligen Spannbeton-Hohlkästen.
Die Brücke wurde maßgeblich von Jiří Stráský entworfen, der damals für T.Y. Lin International tätig war, die zusammen mit OBEC Engineers für die Planung der gesamten Baumaßnahme verantwortlich waren.